# Hydrellia punctum
Hydrellia punctum är en tvåvingeart som beskrevs av Becker 1909. Hydrellia punctum ingår i släktet Hydrellia och familjen vattenflugor.
Artens utbredningsområde är Etiopien. Inga underarter finns listade i Catalogue of Life.